# Uilenspiegelclub
De Uilenspiegelclub (1953 - 1964) was een organisatie die gerekend wordt tot de Nederlandse socialistische jeugdbeweging van na de Tweede Wereldoorlog. De club is voortgekomen uit de jeugdrubriek van het communistische gezinsweekblad Uilenspiegel. Lidmaatschap was voor meisjes en jongens tot 16 jaar.

## Geschiedenis en achtergrond
Het weekblad Uilenspiegel dat in 1950 door de CPN werd opgericht, kreeg in december van dat jaar een aparte jeugdrubriek op de laatste twee pagina's: Wij zijn jong en dat is fijn. De rubriek kreeg een eigen jeugdredactie, wat in dit geval wil zeggen, een redactie van kinderen en jongeren zelf. Op die manier probeerde men het weekblad ook voor jonge lezers zo aantrekkelijk mogelijk te maken en ze er actief bij te betrekken. Met hulp van die jeugdredactie werd in november 1953 de Uilenspiegelclub opgericht als een soort Pioniers met sterke organisatorische invloeden vanuit de Katholieke Scoutingbeweging en de NJN, naast die van andere algemeen bekende ideologische jeugdorganisaties.

#### Schuilnamen
Ieder clublid had een schuilnaam of clubnaam; dat kon Vlindertje of Snel hert zijn, of een bekend boekenpersonage als Pinkeltje of Winnetou, maar ook namen van bewonderde beroemdheden als Romy Schneider, Jesse Owens of Stalin kwamen voor. Het gebruik van schuilnamen was - naast gewoonte uit het communistisch verzet in oorlogstijd - geen overbodige luxe voor communistenkinderen tijdens de Koude Oorlog-periode. Veel kinderen in de Uilenspiegelclub hadden ouders die, vanwege hun Joodse achtergrond en/of hun deelname aan het communistisch verzet tegen de nazi's, in concentratiekampen hadden gezeten in de Tweede Wereldoorlog en van de oudere Joodse kinderen waren er veel ondergedoken geweest.

#### Activiteiten
Aanvankelijk was het vooral een knutsel- en correspondentieclub waarin men elkaar en de redactie kon schrijven.
Om het schrijven en tekenen bij de clubleden te stimuleren was er een spaarsysteem. Voor iedere ingezonden brief of tekening werden zogeheten Uiltjes uitgereikt ter aanmoediging en beloning. Ook in de rubriek Wij zijn jong... stonden Uiltjes afgedrukt die de kinderen konden uitknippen en sparen. Na enig sparen konden de Uiltjes ingeruild worden tegen cadeaus als een mondharmonica of een wimpel met clubsymbool.
Vanaf 1954 breidde de Uilenspiegelclub zijn activiteiten uit met onder andere tentoonstellingen, fietstochten, excursies en clubkampen zoals die in het socialistische kindervakantiekamp Zonneschijn in Loenen/Beekbergen op de Veluwe. Van een aanvankelijk exclusief Amsterdamse aangelegenheid werd de Uilenspiegelclub een landelijke organisatie doordat van lieverlee overal regionale afdelingen werden opgericht. Het zwaartepunt bleef echter altijd in Amsterdam liggen.

#### Ideologie
In tegenstelling tot veel andere jeugdorganisaties van levensbeschouwelijke signatuur wilde de leiding van de Uilenspiegelclub de organisatie zo veel mogelijk in handen van de kinderen zelf laten. Het moest een club vóór en dóór kinderen zijn. Oudere actieve leden, Grote Uilen genoemd, gaven leiding aan de jongere leden, de Kleine Uilen. Dit alles ontwikkelde zich onder sterke invloed van de op schrift gestelde ervaringen van de Sovjet-pedagoog, schrijver en onderwijsvernieuwer Anton Makarenko met verweesde oorlogskinderen in de Sovjet-Unie.
Begin 1965 werd het weekblad Uilenspiegel door de CPN gedwongen opgeheven. Het contact met de partij was vanaf het begin ongemakkelijk geweest, mogelijk mede door de vrijzinnige instelling van de (jeugd)redacteuren. Club en blad werden ontkoppeld, dus kon de naam Uilenspiegelclub niet langer gebruikt worden. Tot verder in 1965 is men desondanks doorgegaan met en binnen het Comité tot uitzending van het Amsterdamse kind (CUAK) tot ook dat werd opgeheven wegens beëindiging van de bestaansgrond, in casu het gehuurde grondgebied voor Kamp Zonneschijn.
De Uilenspiegelclub als maatschappelijk verschijnsel past in de brede traditie van Nederlandse jeugdbeweging van de twintigste eeuw: jeugd- en jongerenorganisaties bezield door en voortkomend uit een welomschreven levensbeschouwelijke richting, politiek dan wel religieus gefundeerd. Voorbeelden zijn de sociaaldemocratische AJC (1918-19) de rooms-katholieke KAJ en de Padvinderij of de Scoutingbeweging vanuit een algemene en christelijke ideologie. Al deze organisaties hadden een zekere ‘verheffing’ van de arbeidersjeugd en ‘het volk’ ten doel.

## Oud-leden
Voormalig leden en/of redacteuren van de Uilenspiegelclub:
- Marten Bierman (1939-2018) - politicus
- Carrie Gnirrep - beter bekend als Karina Wolkers, de derde vrouw en weduwe van Jan Wolkers
- Wolter Kobus (1947) - fotograaf, voorheen bij Nieuwsblad van het Noorden
- Henk Nijman (1923-2009) - journalist, activist (De Lastige Amsterdammer, Provo), mede-oprichter van het PvdA homo-emancipatieplatform de Rooie Flikkers
- Dick Walda (1940) - schrijver, hoorspelauteur